# Каменце (Брежице)
Каменце (словен. Kamence) — поселення в общині Брежиці, Споднєпосавський регіон, Словенія. Висота над рівнем моря: 382,1 м.